# 翔ぶが如く (NHK大河ドラマ)
『翔ぶが如く』（とぶがごとく）は、NHKで1990年1月7日から12月9日に放送された28作目の大河ドラマ。西田敏行が演じる西郷隆盛と鹿賀丈史が演じる大久保利通が主役。
平成のうちに初回を迎えた最初の作品。
原作は司馬遼太郎の同名小説『翔ぶが如く』。大河ドラマ初の2部構成作品（第1部29回、第2部19回の全48回）。

## 概要
原作は1970年代に執筆された、征韓論争から西南戦争までを描いた長編作品である。そのため原作では隆盛・利通の若年時代は描かれておらず、これを直接的に原作としたのは第2部「明治編」のみといえる。第1部「幕末編」は原作の挿話と、同じく幕末維新期を描いた司馬の『竜馬がゆく』『花神』『歳月』『最後の将軍』などの長編小説や『きつね馬』『酔って候』などの短編小説をもとに書かれた、脚本家・小山内美江子のオリジナルストーリーである。また、原作では川路利良も中心人物の一人であり、ドラマでも主要人物ではあるが、幕末期の活躍は描かれておらず、明治期となる第2部でも原作ほど踏み込んだ描かれ方はされていない。
原作では隆盛・利通をはじめ多くの薩摩人は無口な人物として描かれ、沈黙に耐えられる薩摩人の器量を他藩出身者と比較して描写しているが、脚本を担当した小山内は「無口だとドラマにならない」と泣く泣く台詞を継ぎ足し、「議を言うな」という台詞を時折入れて「余計なおしゃべりをしない」ことを示唆させたという。原作者の司馬もその点に関しては寛容であり、対談で小山内の苦労をねぎらった。
第1部、第2部を通じてナレーションは全て鹿児島弁であり（第1部のナレーションを担当した草野大悟は鹿児島県で育った）、分かりにくい言葉には字幕がついた。薩摩出身者は全編通して鹿児島弁である（島津斉彬は江戸育ちなので共通語）。また、第一部では坂本龍馬は土佐弁、長州出身の桂小五郎は長州弁である。もっとも、劇中のナレーションや台詞に使われている鹿児島弁は、標準語に影響されやや洗練されたもの（「唐芋標準語」。特にナレーションはイントネーションのみ）であり、実際の鹿児島弁は他地方の者にはより難解で複雑なものである。しかし第2部に入ると、薩摩出身者以外の新政府関係者はみな共通語になり、桂（木戸孝允）たち長州系の人物もほぼ共通語で話すようになった。
オープニング映像は第1部・第2部で異なる。第1部では噴煙を上げる桜島周辺の空撮、第2部では大海原を背景に、第1部時の隆盛（西田）・大久保（鹿賀）の写真や当時の記録写真が流れていく。現代音楽の作曲家である一柳慧が音楽を担当し、オープニングテーマ曲は幕末から明治初期の混沌を表している。
最終回でいとが桜島を眺めるラストシーンでは航空撮影が行われ、（本放送時点での）現代の鹿児島の風景が映された。
隆盛を演じた西田は当時有名だった肖像画でよく見られる隆盛に近づこうと、メイクや表情など撮影時の努力だけでなく実際にクランクイン前から体重を増やして撮影に挑んだという逸話がある。身長については、6尺を優に超えていた隆盛に対し、カメラアングルを工夫することで大柄な印象を操作した。また、西田は福島県出身であり、子供のころに近所の老人たちから薩長は怖かったといった話を聞いていたという。なお、西田は2013年の大河ドラマ『八重の桜』で会津藩士・西郷頼母を演じることとなるが、この頼母も隆盛もルーツをたどれば同じ三河西郷氏に繋がる遠縁である。
『翔ぶが如く』という題は、「泣こよっかひっ翔べ」（泣くぐらいなら飛んでしまえ＝まずは行動してみなさい）の言葉に象徴される薩摩隼人の行動力を、司馬がイメージして原作に付けたものである。題字も司馬の揮毫による。
平均視聴率は23.2%、最高視聴率は29.3%（関東地区・ビデオリサーチ調べ）。
完全版のDVDが発売されており、過去にはNHKオンデマンドで本編放送回の配信が行われていた。

## あらすじ
時は幕末。薩摩国鹿児島城下の下加治屋町で兄弟の如く育った西郷吉之助（隆盛）と大久保一蔵（利通）。2人は島津斉彬の庇護の下で頭角を現し、あるときは互いに手を取り合い、そしてあるときは異なるやり方で薩摩藩を動かしていき、やがて2人の活躍は維新回天の大偉業を成し遂げるに至る。
2人は新政府参議にそろって就任するが、封建体制から近代中央集権体制への一大転換は国内に大きな矛盾を生み出しつつあった。それは禄を失った士族たちの存在であり、いまだ武士道精神から自己を抜け出せないでいる隆盛にとって、こうした士族たちの存在は対岸の火事ではなかった。一方の利通は、合理主義家として数々の洋化政策を打ち出していく。互いに相容れない2人のイデオロギーは、いわゆる「征韓論」をもって衝突する。やがて征韓論は白紙撤回され、2人は袂を分かつ。
そして時代のうねりは、2人を維新後最大の内乱・西南戦争へと駆り立てていく。しかし、それは2人が偽りでない真の友情を全うするためには避けて通れない道であった。

## 登場人物

### 主人公
西郷隆盛（さいごう たかもり）
（西郷吉之助→西郷隆盛）
演：西田敏行
本作の主人公。通称は吉之助（きちのすけ）。官職は陸軍大将、参議、近衛都督。
琴からは「吉兄さぁ（きちあにさぁ）」、愛加那からは「旦那さん」、いとからは「お前さぁ（おまんさぁ）」、千絵からは「御前様（ごぜんさま）」、土持や竜佐民、桐野たち若手藩士からは「先生」と呼ばれる。
島津斉彬に見出され、安政の大獄による失脚、入水自殺未遂、2度の島流しと復活、禁門の変で長州藩などとの対立、坂本竜馬の仲介での薩長同盟などを経て大久保利通とともに討幕を成功に導いた。その後一時鹿児島にて隠遁生活を送るが、利通や従道の説得に応じて新政府に参加する。
天性の将器の持ち主で、早くから若手藩士たちのリーダー的存在だった。情義に篤く胆力と行動力に富み、次第に比類なきカリスマ性を帯びるようになる。人の好き嫌いの激しいところがあり、主君斉彬を神の如く崇拝する一方でその弟の久光とは折り合いが悪い。また、自分を慕う若者たちをかわいがりすぎる面があり、こうした面が後年の悲劇に繋がっていく。
質素な生活を好み、明治政府の高官になってからも質素に暮らしていた。趣味は狩猟で愛犬家であり、西南戦争にも愛犬を連れていた。また引退したら猟師になりたいと思っていた。
明治新政府の中で一時は廃藩置県の断行などに力を尽くすも、征韓論争で盟友・利通と対立して下野し薩摩に戻った。隆盛本人は、新政府が各地の不平士族の暴発を抑えることができず、その隙にロシアが日本を侵略すると考えており、その際に政府軍とともに日本を守るために薩摩軍が蹶起するべきだと考えていた。利通への信頼は最後まで失わなかった。
しかし、私学校生徒の暴発によって利通率いる新政府との対立が決定的となり、全てを諦めた隆盛は西南戦争を引き起こすことで、薩摩の不平士族と私学校生徒を抱きかかえたまま心中する決意をする。度重なる激戦により、徴兵が主体の政府軍が薩摩士族による西郷軍を打ち負かすようになったのを見て、自分たち士族がいなくても日本を守れると安堵していた。最後は政府軍に死を覚悟した突撃を行い、被弾した隆盛は自刃することになる。
大久保利通（おおくぼ としみち）
（大久保正助→大久保一蔵→大久保利通）
演：鹿賀丈史
本作のもう一人の主人公。通称は正助（しょうすけ）、のちに一蔵（いちぞう）と改める。官職は参議、大蔵卿、内務卿。
隆盛からは「一蔵どん」、木戸孝允からは「大久保君」と呼ばれ、政府高官となってからは「大久保卿」と尊称される。
隆盛とは幼馴染で、共に藩の改革を目指す志士集団「精忠組」を結成する。斉彬の死後、その弟である久光に接近し藩内で頭角を現すとともに失脚した隆盛の復権に尽力する。隆盛が復帰すると、共に倒幕運動を進めた。一時は先行きの見えなさに絶望して隆盛と心中しようと思い詰めたこともあるが、隆盛の叱咤激励によって立ち直った。その後は隆盛や岩倉らと手を組んで倒幕路線を推し進め、ついに成就させた。
冷静沈着で知略に長け、官僚としても高い実務能力を有する。有為な人材であれば出身藩にこだわらず登用する度量を持つが、江藤新平への過酷な措置にも見られるように逆らう者には容赦しない非情な一面があった。自分の信念を貫くためなら手段を選ばず誤解されることを怖れないが、それゆえに敵も多く、のちの凶事の一因となっていく。盟友隆盛への友情は最後まで持ち続けた。
子煩悩なよき父親という一面があり、おゆうという妾は持ったものの結婚は満寿との一度のみで、生涯で三度の結婚歴を持ち子供たちに対してやや厳格なところのあった隆盛とは好対照をなしていた。
維新後は髭を蓄えるようになるが、隆盛からは「一蔵どんに髭は似合わん」と言われてしまう。また隆盛と違って洋館に住み西洋風の生活を営むが、これは明治政府高官としての体面を保つためであった。
明治新政府でも隆盛とともに新国家建設を進めるが次第に目指す道に齟齬をきたし、征韓論をめぐって決別する。利通も内務省を設立し、地方制度や警察機構の整備を進めたほか、殖産興業政策を推し進め日本近代化の礎を築いた。一方で、不平士族の武装蜂起に対しては厳罰をもって対処した。西南戦争の戦況と隆盛の末路には心を痛めつつ、粛々と政務を続ける。しかし西南戦争の終結後、東京の紀尾井坂において不平士族に暗殺される。

### 西郷家と関係者
西郷いと（さいごう いと）
（岩山いと→西郷いと）
演：田中裕子
隆盛の後妻。旧姓は岩山（いわやま）。信吾や弥助とは同世代で幼馴染のような間柄だった。千絵からは「奥方様（おくがたさま）」と呼ばれる。
隆盛が第一次長州征討から帰還後に藩主茂久からの肝煎りで結婚、三児の母となり国事に奔走する夫に代わって家を守る。
本作のメインヒロイン。物言いはおっとりとしているが気丈な性格。愛加那の子である菊次郎と菊子を引き取り我が子同様に育てるなど度量も広い。千絵のことをかくまい、彼女が八郎太の子を身ごもっていることに気付き出産するまで面倒をみた。
若いころは男装して尊王攘夷論を叫ぶ女性としての一面も描かれた。
愛加那（あいかな）
（於戸間金→愛加那）
演：石田えり
吉之助（隆盛）が奄美大島で迎えた島妻。幼名は於戸間金（おとまかね）。早くに父を亡くし、親類の竜佐民に育てられる。
明るく無邪気で穏やかな性格で隆盛を一途に慕うが、彼がいつかは薩摩へ戻って行く立場であることをわきまえている。隆盛が2度目の島流しの刑に処された際は中継地である徳之島まで出向いた。
島妻の掟で鹿児島に付いていくことができないため、自身が産んだ子である菊次郎と菊子を鹿児島の本妻いとに託す。
西郷従道（さいごう つぐみち）
（西郷信吾→西郷従道）
演：緒形直人（幼年〜少年期：根本卓哉→高橋守→星孝行）
隆盛の弟、西郷家の三男（第六子）。通称は信吾（しんご）。また、「つぐみち」は「じゅうどう」とも呼ばれている。
兄隆盛とともに精忠組に参加、当初は単純熱血な若者であったが経験を積み重ねるうちに成熟した武士となり、隆盛の補佐役として活躍する。維新後は西欧留学を経て陸軍省に入り、留学仲間でもあった山県有朋の軍制改革を補佐した。
兄隆盛のことは敬愛しているが桐野ら側近グループとは気が合わず、結果的に兄と距離をおくことになってしまう。利通のことも尊敬していたため、利通派へ属することになる。
西南戦争では新政府側として、兄弟と敵味方に分かれる。また、利通が暗殺された際はいち早く現場に駆け付け、利通の遺体を自ら大久保家へ運んだ。
のち元老、海軍大臣、内務大臣、貴族院議員を歴任。
大山巌（おおやま いわお）
（大山弥助→大山巌）
演：坂上忍
西郷兄弟の従弟。通称は弥助（やすけ）。砲術を学び、その専門家として活躍する。
従兄弟の信吾（従道）とは兄弟同様の仲で、幕末以来常に行動をともにし同じく隆盛の補佐役として奔走する。維新後は隆盛・従道とともに陸軍に入り、職業軍人の道を歩む。
従兄隆盛のことは敬愛しているが、従道と同様に桐野ら側近グループとは気が合わず、結果的に隆盛と距離をおくことになってしまう。
西南戦争では新政府側として、隆盛や小兵衛と敵味方に分かれる。城山総攻撃の際には砲兵部隊を率いて西郷軍を攻撃、「二度と鹿児島には戻らない」という腹をくくった上での攻撃であった。
のち陸軍元帥。
川口雪篷（かわぐち せっぽう）
（川口量次郎→川口雪篷）
演：竜雷太
絵師。陽明学者。能書家。
元は久光に近侍していたが、公の書物を質に入れて焼酎を飲んでいたことが露見して沖永良部島に流される。2度目の島流しで沖永良部島に流されてきた吉之助（隆盛）と流人仲間として出会う。
吉之助と気が合い、彼が薩摩の家を留守中、食客兼後見役となる。維新後も西郷家に寄宿し、実質的な執事としていとを支えた。
西郷清（さいごう きよ）
（得能清→西郷清）
演：国生さゆり
従道の妻。旧姓は得能（とくのう）。隆盛・利通の同志であった得能良介の娘。
いとの差配で鹿児島に戻ってきていた従道とお見合いし、その後結婚する。嫡男従理を産む。
西郷吉二郎（さいごう きちじろう）
演：村田雄浩
隆盛の弟。西郷家の次男（第三子）。西郷家の家督を継いだものの国事に奔走して家を留守にしがちな兄隆盛に代わって西郷家の家長を代行していたが、自分も薩摩藩士として役に立ちたいという気持ちをもちつづけていた。戊辰戦争では北越戦線に参加、戦死する。その死は隆盛を大いに嘆かせた。
永田熊吉（ながた くまきち）
演：車だん吉
隆盛の下男・従僕。常に隆盛と行動を共にし、側近く仕えている。西南戦争にも従軍し、右脚切断の重傷を負った菊次郎を背負って従道の陣営に投降した。その後は西郷家に戻り、城山総攻撃の直前に政府軍の包囲網を掻い潜って城山に潜入、いとが用意した着替えの着物を隆盛に届ける。
西郷小兵衛（さいごう こへえ）
演：金山一彦（幼年〜少年期：武田佑介→岩下謙人）
隆盛の末弟（四男、第七子）。常に長兄隆盛のかたわらにあり公職には就かなかった。一時期東京において勉強をしていたが、隆盛の帰郷に従って自身も帰郷する。
西南戦争においては薩軍幹部となり、高瀬の戦いで戦死する。
椎原権兵衛（しいはら ごんべえ）
演：森三平太
西郷家親戚・家事手伝い。
西郷菊次郎（さいごう きくじろう）
演：六浦誠（幼年期：若菜大輔）
隆盛と愛加那の子（庶長子、第一子）。のち京都市長
妹の菊子とともにいとに引き取られ鹿児島で育つ。のち父隆盛の命でアメリカに留学した。
西南戦争に従軍し右脚を失う重傷を負うが、熊吉に助けられて政府軍に投降、叔父従道に保護される。
市来琴（いちぎ こと）
（西郷琴→市来琴）
演：酒井法子
隆盛の妹。兄弟姉妹の中では隆盛に次ぐ年長（長女、第二子）で、幼い小兵衛の子守などをして母まさを支えた。
のちに市来六左衛門正之丞に嫁ぐ。結婚後もしばしば実家を訪れ隆盛や俊を支える。
西郷きみ（さいごう きみ）
演：大路三千緒
隆盛の祖母。夫、息子夫妻に先立たれるという悲運に遭遇するが、その後孫の隆盛が斉彬に抜擢されたことを喜ぶ。
長命し、奄美へ流罪となった隆盛が帰還するのを出迎え、共に温泉旅行に出かけた。寺田屋騒動のころに亡くなる。
西郷園（さいごう その）
演：星野博美
吉二郎の後妻。夫の戦死後は先妻スマの遺児たちを育てる。
西郷俊（さいごう とし）
（伊集院俊→西郷俊→伊集院俊）
演：南果歩
隆盛の最初の妻。吉二郎の学友伊集院兼寛の姉。
斉彬のお国入りの後、隆盛と偶然道で行きあう。その後隆盛の両親が進めた縁談により結婚する。
気立てのよい女性であったが隆盛との間に授かった子を流産して体調を崩し、気に病んで西郷家を去った。長く家を留守にして彼女が去ったことを知らなかった隆盛は深く後悔した。
西郷吉兵衛（さいごう きちべえ）
演：坂上二郎
隆盛の父。
赤山靭負の最期を隆盛に伝える。龍右衛門の看病をするうちに自分も病に倒れ、その後を追うように病没。
西郷まさ（さいごう まさ）
演：冨士真奈美
隆盛の母。七人の子を産む。旧姓は椎原（しいはら）。
吉兵衛が亡くなると、後を追うように亡くなる。
西郷龍右衛門（さいごう りゅうえもん）
演：浜村純
隆盛の祖父。老齢ゆえに病床に伏している。隆盛が斉彬の知遇を得たことを喜び「お手討ちになってもよい覚悟で真っ直ぐに御奉公せよ」と激励した。
西郷寅太郎（さいごう とらたろう）
演：安田恭平→浅尾和憲
隆盛といとの子。嫡男（第三子）。
西郷松（さいごう まつ）
演：長谷川真弓
小兵衛の妻。
西郷菊子（さいごう きくこ）
（菊草→菊子）
演：茅野佐智恵
隆盛と愛加那の子（長女、第二子）。後いとに引き取られ鹿児島で育てられる。
西郷スマ（さいごう スマ）
演：奥田圭子
吉二郎の先妻。美津、勇袈裟の二児を産むが、若くして亡くなる。
西郷美津（さいごう みつ）
演：八木沢一恵→広瀬珠美
吉二郎の長女。生母はスマ。
西郷勇袈裟（さいごう ゆうげさ）
演：早津翔太→長谷川歩
吉二郎の長男。生母はスマ。
西郷午次郎（さいごう うまじろう）
演：高橋壱岐
隆盛といとの子。寅太郎の弟（第四子）。
西郷たか（さいごう たか）
演：近藤絵麻
隆盛の妹、西郷家の次女（第四子）。幼くして病死。
西郷やす（さいごう やす）
演：田京恵
隆盛の妹、西郷家の三女（第五子）。大山巌の兄の大山彦八に嫁ぐ。
西郷従理（さいごう じゅうり）
演：中澤健一
従道・清夫妻の長男。
岩山八郎太（いわやま はちろうた）
演：林昭夫
いとの父、絹の夫。藩主茂久の肝煎りでいとが隆盛と結婚することに驚きつつも受け入れる。
岩山絹（いわやま きぬ）
演：三木弘子
いとの母、八郎太の妻。隆盛の義母、寅太郎・午次郎の外祖母。

### 大久保家と関係者
大久保満寿（おおくぼ ます）
演：賀来千香子
利通の妻。薩摩藩士・早崎七郎右衛門の次女で、利通が謹慎を解かれ復職後に結婚する。温和で働き者だがやや気弱で心配症ぎみな性格。
当時の女性には珍しく囲碁の心得があり、囲碁を通じて久光への接近を目論んでいた利通に囲碁の基本を伝授した。
国事に奔走する夫を支え鹿児島で家を守ってきたが、維新後利通と隆盛との関係が悪化した影響で鹿児島に住みづらくなってきたため、利通の勧めで上京する。
いとをはじめ西郷家の人々とは家族ぐるみの付き合いをしてきたため、従道から城山総攻撃の報を知らされた際は我が事のように悲しんだ。
利通の暗殺直後は気丈に振る舞っていたが、やがて夫の後を追うように亡くなる。
大久保利世（おおくぼ としよ）
演：北村和夫
利通の父。お由羅騒動に連座して喜界島へ流刑に処される。5年後許されて鹿児島に戻る。
帰還後は病気がちとなり、薩英戦争の最中に利通と大久保家のことを案じながら没した。
大久保福（おおくぼ ふく）
演：八木昌子
利通の母。夫の利世が流刑となり嫡男利通が失職したため家計は火の車となるが、親交のある西郷家からの援助を受けながらなんとかやりくりする。
薩英戦争の最中、利世の最期を看取った。
大久保きち（おおくぼ きち）
（大久保きち→石原きち）
演：吉川十和子
利通の妹。利世・福夫妻の次女。幼い妹のすま・みねの面倒を見つつ母・福と兄・利通を支える。
薩摩藩士の石原近昌に嫁ぐが、病床に伏している父利世の見舞いのため実家を訪れる。薩英戦争の際はいと、満寿とともに薩摩藩兵のための炊き出しに参加、その後父・利世の最期を看取った。
大久保彦之進（おおくぼ ひこのしん）
（彦熊→彦之進）
演：石井浩司 (俳優)（幼年期：長沢佑樹、少年期：藤原亮）
利通の長男。父の死後家督を継ぎ侯爵となる。
大久保伸熊（おおくぼ のぶくま）
演：三浦竜也（幼年期：大西良和）
利通の次男。のちの内大臣・牧野伸顕
大久保三熊
　演：中島安名
利通の三男。のちの内務官僚・大久保利武
大久保達熊（おおくぼ たつくま）
演：成田繁範
利通の四男。生母はおゆう。
大久保すま（おおくぼ すま）
演：矢沢美紀
利通の妹。利世・福夫妻の三女。
大久保みね（おおくぼ みね）
演：桂川冬子
利通の妹。利世・福夫妻の四女。
神林悟郎（かんばやし ごろう）
演：神保悟志
大久保家の書生。東京において利通に近侍する。
是枝（これえだ）
演：新井つねひろ
大久保家の執事。

### 薩摩の人々

#### 島津家一門
島津斉彬（しまづ なりあきら）
演：加山雄三
薩摩藩第11代藩主。武家官位は修理大夫、薩摩守（さつまのかみ）。諸大名随一の開明的な人物で、国内や海外の情勢にも精通している。江戸で生まれ育ったので薩摩弁は使わない。吉之助や正助の才能を誰よりも早く認める。その蘭癖（西洋かぶれ）を父・斉興に疎まれ、なかなか家督を継げずにいたが、お由羅騒動の混乱を経て藩主に就任。開明思想に基づいた藩政改革を行い、西郷ら有為の人材を登用する。西洋列強の脅威から日本を守るために幕政改革を志向し、幕府に発言力を高めるため、養女とした篤姫に一橋慶喜を将軍継嗣として推挙するよう命じ、将軍御台所として大奥に送り込んだ。
しかし、大奥の水戸嫌いは予想を上回るほどに根深く、工作は思うように進まなかった。外様の大藩・薩摩藩主という立場から表立った行動を控えてきた斉彬は、ついに「慶喜を将軍継嗣とすべし」という旨の建白書を幕府に提出する。南紀派の井伊直弼が大老に推されると、対抗して越前藩主・松平慶永を推挙した。一橋派の敗北が決定的になると、洋式装備を有する軍を率いて幕政改革を促すための上洛を計画するが、演習の検分中に病に倒れ、弟・三郎久光に後を託して亡くなった。
決断力と実行力、先見性と知謀と実務能力、さらに雄大な度量を兼ね備えた理想的な名君として描かれ、死後も隆盛から真の主君として崇拝され続ける。また利通や久光など多くの人々に影響を与えた。
島津久光（しまづ ひさみつ）
（島津三郎→島津久光）
演：高橋英樹
斉彬の異母弟。旧名は三郎（さぶろう）。武家官位は大隅守、明治政府では左大臣。父斉興の死後に藩主茂久の実父として薩摩藩の実権を握り、「国父様（こくふさま）」と称される。
学問を好む一方で槍術の稽古にも精を出すなど文武両道に秀でているが、一方で頑固で融通の利かない保守主義者でもあり、隆盛からはひそかに「地五郎（じごろ、薩摩弁で「田舎者」という意味）」とさげすまれている。維新後も文明開化を認めず、「殿様」として暮らし続ける。廃藩置県が断行されるとこれに激怒し、腹癒せとして自邸の庭で一晩中花火を打ち上げさせる。
斉彬を慕い、死後は亡き兄の方針を引き継ぎ、正助の才能を認めて幕政改革に乗り出すものの次第に傲慢になり、隆盛や利通たちと対立する。自分が主導権を握ることにこだわり、家来が独自に行動するのを嫌う。だが、武士道精神を重んじるところもあり、西南戦争での隆盛の死を知った際には深く嘆く。
島津斉興（しまづ なりおき）
演：江見俊太郎
薩摩藩第10代藩主。武家官位は大隅守。お由羅を寵愛して斉彬を疎み、藩政に混乱を生じさせる。幕府の命で強制的に隠居させられ、藩主の座を斉彬に譲る。斉彬の急逝後は再び藩の実権を握り、斉彬の方針をことごとく否定する。
安政の大獄に際し、月照の抹殺を命じる一方で隆盛を奄美に流し命を助けた。その後ほどなく没する。
由羅（ゆら）
演：草笛光子
斉興の側室・久光の母。江戸生まれなので薩摩弁は使わない。
斉彬より息子の久光を次の藩主にしようと企み、斉彬を呪詛するなど斉彬一派の破滅を図り御家騒動を巻き起こす。
喜久（きく）
演：田中好子
斉彬の側室。斉彬に寵愛されており、嫡男虎寿丸と次男哲丸を産む。我が子や夫に先立たれる。絶望のあまり、後を追って自刃した。
島津忠義（しまづ ただよし）
（島津茂久→島津忠義）
演：川名康浩（少年期：藤原秀樹）
久光の長男・薩摩藩第12代藩主。旧名は茂久（もちひさ）。武家官位は修理大夫。
藩政の主導権は父久光に握られ、主体性を発揮しなかった。明治期には公爵となる。
赤山靭負（あかやま ゆきえ）
演：西岡徳馬
島津家の分家、日置島津家の出身でその庶流赤山家を継ぐ。藩重臣。斉彬支持派のリーダー格であり、お由羅暗殺の疑いをかけられて切腹させられる。赤山家に出入りしていた隆盛の父吉兵衛が切腹を見届け、その血染めの肌着をもらいうけ子の隆盛に肌着を与えた。隆盛のその後の人生に大きな影響を与えた人物。
島津安芸（しまづ あき）
演：瀬下和久
島津家一門衆で家老。篤姫の実父。
島津久徳（しまづ ひさのり）
演：名和宏
島津家一門衆で家老。斉興の側近。
島津久宝（しまづ ひさたか）
演：村松克巳
島津家一門衆で家老。斉興の側近。
島津下総（しまづ しもうさ）
演：阿部六郎
島津家一門衆で家老。斉彬派。赤山靭負の実兄。
島津虎寿丸（しまづ とらじゅまる）
演：伊藤俊
斉彬の嫡男。生母は喜久。近衛家の姫との婚約がまとまっていたが、幼くして病没する。同母弟の哲丸（てつまる）も幼くして病没したため、斉彬の男系の血筋は断絶した。

#### 上級藩士
小松帯刀（こまつ たてわき）
演：大橋吾郎
名門出身の家老。斉彬の葬儀を取りしきり、久光からも信任を得て藩政を主導する。
隆盛ら精忠組をはじめとする若者たちの最大の理解者。自分よりはるかに身分の低い利通の家に自ら訪ねていくなど気さくな人柄。隆盛・利通とともに薩摩藩の中心人物として明治維新を成し遂げるが、病気のため急逝した。
調所笑左衛門（ずしょ しょうざえもん）
演：高品格
家老。財政家としての手腕に優れ、その能力は斉彬からも認められていた。
斉興寄りの急先鋒だったが、琉球と密輸入をしていたことが斉彬によって発覚し服毒自殺する。この自殺に激怒した斉興の裁断により赤山ら斉彬派が粛清される結果を招いた。
高崎五郎右衛門（たかさき ごろうえもん）
演：江角英明
薩摩藩重臣。のちの歌人・高崎正風の父。お由羅騒動で切腹させられる。いわゆる「高崎崩れ」の中心人物。
喜入摂津守（きいれ せっつのかみ）
演：村上幹夫
薩摩藩首席家老。久光によって登用される。
家老（かろう）
演：山崎満

#### 下級藩士
村田新八（むらた しんぱち）
演：益岡徹
精忠組志士。幕末は隆盛の用心棒的存在でもあり、共に島流しに処されたこともあった。維新後は宮内大丞を務め、岩倉使節団の一員として諸外国で見聞を広めて帰国するが、隆盛と利通が袂を分かったと知り愕然となる。利通の考えを是としつつも隆盛への恩義から鹿児島へ帰郷。最後まで西南戦争にも反対するが勢いを止められないと痛感し、隆盛と運命を共にする覚悟を決める。戦争中は山高帽にフロックコートといういでたちで陣頭指揮を取る。城山で隆盛の最期を見届け、「ああ、天なり」と呟き後を追って自刃する。
音楽好きで、手風琴を好んで演奏していた。
大山綱良（おおやま つなよし）
（大山格之助→大山綱良）
演：蟹江敬三
精忠組志士。通称は格之助（かくのすけ）。
豪放磊落な熱血漢で、精忠組に対する仲間意識が強い。出世した隆盛や利通に対しても最後まで昔の仲間として接した。
剣の達人で寺田屋事件では久光の命を受けて精忠組志士らと同志討ちとなり、怒涛の斬り合いをみせた。鳥羽・伏見の戦いのおりには利通とともに「御所警備」の名目で宮中の公家たちを監視した。
維新後は鹿児島県の大参事で県令を務める。いまだ「殿様」として振る舞いつづける久光と隆盛との間を取りもつパイプ役を務めていた。一方では利通率いる明治政府には楯突き鹿児島県を一種の独立国家状態にしてしまい、利通を大いに悩ませた。
西南戦争の直後、鹿児島に進入した政府軍に逮捕され、東京に連行され利通に自分の思いを伝えた後、長崎で処刑された。
海江田信義（かいえだ のぶよし）
（有村俊斎→海江田信義）
演：佐野史郎
精忠組志士。旧名は有村俊斎（ありむら しゅんさい）。雄助・次左衛門の兄。
単純かつ粗暴な性格だが根は涙もろい。次弟雄助が藩命により切腹を命じられた際は自ら介錯を務め、生麦事件の際は久光の命令でチャールズ・リチャードソンを斬った。上野戦争では隆盛の補佐役を務めたが、冷淡な物言いをする大村益次郎の態度に激怒する。
維新後も久光に仕えつづけるが、西南戦争ののちは久光から暇を出され上京、貴族院議員、枢密顧問官などを歴任。
有村雄助（ありむら ゆうすけ）
演：山口健次
精忠組志士。有村俊斎の弟・次左衛門の兄。末弟次左衛門と脱藩のうえで関鉄之助らとともに桜田門外の変に参加、変の成功を報告すべく薩摩に戻るが藩命によって切腹を命ぜられ、従容として自決した。
有村次左衛門（ありむら じざえもん）
演：剣介
精忠組志士。有村俊斎・雄助の弟。次兄雄助と脱藩のうえで関鉄之助らとともに桜田門外の変に参加、井伊大老の首級をあげる。自身も重傷を負い、力尽きて自刃。
海老原穆（えびはら ぼく）
演：草野大悟
元薩摩藩士。熱烈な隆盛支持者。維新後は上京して言論界に身を投じ、ジャーナリストの立場から隆盛を支援していく。集思社という結社を興し、『評論新聞』という新聞を通じて新政府を激しく攻撃、弾圧を受ける。しかしその気骨は宿敵である利通からも認められており、西南戦争の終結後に利通から隆盛の伝記を書くように依頼される。その際、刺客が命を狙っていることを利通に警告した。
吉井友実（よしい ともざね）
（吉井幸輔→吉井友実）
演：福田勝洋
精忠組志士。通称は幸輔（こうすけ）。隆盛、利通とは同じ町内で育った幼馴染で親友。
隆盛ら同様に斉彬の抜擢を受けて藩の重臣となり藩政を主導する。久光の勘気により島流しにされた隆盛の復帰工作に尽力する。2度目の島流しに遭った隆盛を信吾（従道）とともに迎えにいった。
維新後は宮内少輔。征韓論には反対で、信吾や弥助らとともに利通派についた。のち枢密顧問官、伯爵。
永山弥一郎（ながやま やいちろう）
演：遠藤憲一
元薩摩藩士。維新後は陸軍少佐を務め、利通の考えを是としつつも政府の千島樺太交換条約が自分の考えと異なったことから鹿児島へ帰郷。最後まで出兵には反対だったが隆盛の意志に従いやむなく参加した。
伊地知正治（いじち まさはる）
演：安藤一夫
精忠組志士。軍学者として重んぜられ、数々の戦闘で指揮官として活躍する。
薩摩琵琶の演奏が特技で、寺田屋で死んだ仲間たちを悼んで琵琶を弾いた。
維新後は宮中顧問官。明治政府内の権力闘争においては利通側についた。
有馬新七（ありま しんしち）
演：内藤剛志
精忠組志士。文武両道に優れ、精忠組におけるイデオローグ的存在。
急進的な尊王攘夷思想の持ち主でしばしば激高して過激な言動が多く、早くから倒幕を叫び、ついには久光すらも敵だと言い放つ。
久光の上洛に合わせて京大坂で決起すべく突出、同志たちと倒幕計画を練るが寺田屋事件に遭遇、討手を押さえつけて「オイごと突け」と同志に命じて刺させ、共に死亡するという壮絶な最期を遂げた。
柴山愛次郎（しばやま あいじろう）
演：山田辰夫
精忠組志士。有馬らと行動を共にし、寺田屋事件に遭遇、同志は裏切れないが藩命にも逆らえないとして、自ら討手に斬られるという悲壮な最期を遂げた。
奈良原喜八郎（ならはら きはちろう）
演：竹田寿郎
精忠組志士。寺田屋事件の際は大山格之助らとともに鎮撫使（討手）に選ばれ、君命により志士たちを斬った。その後大山と共に上半身裸となり命懸けで信吾や弥助ら残りの同志たちを説得した。
森山新蔵（もりやま しんぞう）
演：東野英心
精忠組志士。商家出身の武士。商人上がりとして他の藩士からは軽蔑されていたが、それゆえにかえって精忠組志士としての気概を強く持っている。経済的には豊かであるため、主に資金面で貢献する。
息子の新五左衛門が寺田屋事件で死んだことを知るや自害してしまう。
関勇助（せき ゆうすけ）
演：坂口芳貞
斉彬の側近。
森山新五左衛門（もりやま しんござえもん）
演：小川晃廣
精忠組志士。新蔵の息子。寺田屋事件で死去する。
樺山三円（かばやま さんえん）
演：吉岡祐一
精忠組志士。
谷村愛之助（たにむら あいのすけ）
久光の近習。藩重役となり、主に小松帯刀の補佐役を務める。
演：潮哲也
土持政照（つちもち まさてる）
演：光石研
沖永良部島の住人で牢役人。隆盛に師事。ドラマ内では取り上げられなかったが、妻は、利通の異母妹。
2度目の島流しで自暴自棄になった隆盛の面倒を見た。隆盛より役人のあるべき姿勢についての講義を受けた。
伊藤才蔵（いとう さいぞう）
演：草見潤平
斉彬の側近。
左右田宗之進（そうだ むねのしん）
演：鶴田忍
斉彬の側近。剣の達人でもあり、斉彬を襲った刺客を撃退した。
中山尚之助（なかやま なおのすけ）
演：深水三章
久光の側近だが、立身出世のために吉之助や一蔵など周囲の者たちを次々と讒言する。吉之助の2度目の流罪を推し進め、寺田屋騒動の際は討手の選抜を行い、久光の怒りを煽った。
その狡猾さが藩士たちの不評を買い、最後は久光に降格させられる。
伊集院兼寛（いじゅういん かねひろ）
演：内田慎一
隆盛の先妻・俊の弟。吉二郎とは造士館で学友同士だった。母のヨシとともに謝罪を兼ねて俊への江戸土産の櫛を持参して伊集院家を訪れた隆盛を応対した。
伊集院ヨシ（いじゅういん よし）
演：喜多道枝
俊の母。息子兼寛とともに謝罪を兼ねて俊への江戸土産の櫛を持参して伊集院家を訪れた隆盛を応対し、土産を受け取った。
田中謙助（たなか けんすけ）
演：新みのる
精忠組志士。寺田屋事件で死亡。
丸山（まるやま）
演：大塚周夫
隆盛の上役の役人。隆盛の建白書を読んだ斉彬が寄こした返事を隆盛に取り次いだ。
米蔵役人（こめぐらやくにん）
演：高月忠

#### 私学校党
桐野利秋（きりの としあき）
演：杉本哲太
元陸軍少将。旧名は中村半次郎（なかむら はんじろう）。「人斬り半次郎（ひときりはんじろう）」の異名を取る剣の達人。
豪放磊落な気性である一方、身だしなみには気を使う洒落者。熱烈な隆盛の支持者で、隆盛からも可愛がられている。
隆盛の側近グループのリーダー格で、山県が推進する軍制改革が気に入らず執務室に怒鳴り込んだり、征韓論騒動の際はその急先鋒として示威行動を取るなど直情径行的な性質もあるが、千絵と十蔵に横浜土産のアイスクリームを持参したり、西郷下野後に隆盛邸の女中をしていた千絵に当面の生活費を工面するなど情に厚い側面もある。隆盛の帰郷と行動を共にし私学校党の中心人物となり、隆盛の意をくんで、血気にはやる私学校生徒の暴発を防ぐことに尽力するが、結局は私学校生徒による政府弾薬庫への襲撃を止められず、政府による隆盛暗殺計画が明らかになるに及んで、ついに政府に対する決起の意思を固め、西南戦争開戦への流れを作ってしまう。
西南戦争では西郷軍の実質的な総司令官として采配を振う。城山の決戦では最後まで戦い抜き、壮烈な戦死を遂げる。
篠原国幹（しのはら くにもと）
演：西田静志郎
元陸軍少将。保守的な人物で、作中では隆盛の弟の従道や大警視の川路に喧嘩を売るような口調で接した。西南戦争では西郷軍の最高幹部でありながら最前線で陣頭指揮を取り、政府軍に狙撃され戦死。
別府晋介（べっぷ しんすけ）
演：黒田隆哉
元陸軍少佐。桐野利秋の従兄弟。
西南戦争において戦闘中に左脚を負傷、駕籠での移動を余儀なくされる。
隆盛に自決の際に介錯するように以前から頼まれており、城山において隆盛を介錯した。その後逸見と刺し違える。
野村忍介（のむら にんすけ）
演：宮崎達也
鹿児島県警察署長。桐野ら過激派には頭を悩まし、出兵にも当初は反対だった。のちに南日本新聞の前身である鹿児島新聞社や鹿児島学校を設立する。
池上四郎（いけのうえ しろう）
演：横溝貴之
元陸軍少佐。冷静沈着な人柄で「張子房（ちょうしぼう）」の異名を取った。
城山において隆盛の最期を見届け、最後の決戦で戦死する。
辺見十郎太（へんみ じゅうろうた）
演：川上泳
元陸軍大尉。隆盛の生命が失われることを惜しみ、城山総攻撃の直前に隆盛の助命嘆願を計画する。
隆盛の自決と桐野の戦死を見届け、別府と刺し違える。

### 江戸幕府

#### 徳川家
徳川慶喜（とくがわ よしのぶ）
（一橋慶喜→徳川慶喜）
演：三田村邦彦
江戸幕府第15代将軍。元は御三卿・一橋家当主で、一橋慶喜（ひとつばし よしのぶ）と呼ばれた。水戸斉昭の実子。武家官位は刑部卿。
文武両道に秀でた英邁な人物、と斉彬をはじめとする「一橋派」の大名たちから次期将軍と期待される。斉彬のお供として随従していた隆盛と出会うが、「役に立たない犬」と冷淡な反応を示す。井伊大老の弾圧によって失脚するも大老の横死によって復権、将軍後見職に就任して幕府の実権を握り、内外からの期待を集めた。禁門の変の際は禁裏御守衛総督として御所防備の指揮を執った。
しかし徳川家の権力の維持しか頭になく、政治状況の急激な変化に対応できず、江戸幕府は慶喜の代で幕を閉じる。鳥羽伏見の戦いで敗北し江戸へ敗走、恭順の意を示すため謹慎生活に入る。
勝海舟とはウマが合わず敬遠してきたが、最終的には勝に全権を委任して去っていった。
徳川家茂（とくがわ いえもち）
演：若菜孝史（幼年期：三宅喜章、少年期：小林正則）
江戸幕府第14代将軍。前名は慶福（よしとみ）で将軍就任前は紀州藩主。家定の従弟にあたる。
南紀派に擁立されて将軍に就任するもまだ若年だったため、前半は井伊直弼に、後半は一橋慶喜に幕政の実権を委ねていた。世継ぎのないままに病没する。
徳川家慶（とくがわ いえよし）
演：加藤治
第12代将軍。嫡男家定を不安視し、慶喜に期待をかけていた。
徳川家定（とくがわ いえさだ）
演：上杉祥三
江戸幕府第13代将軍。12代将軍家慶の嫡男で西の丸様（にしのまるさま）と呼ばれていたが、父家慶の死後将軍となる。精神と身体の両面が状態が不安定で世継ぎを期待できず「一橋派」の台頭を招くが、慶喜のことは嫌っていた。自分専用の七輪で豆を煎り、その煎り豆を家臣に食べさせるのが趣味。

#### 幕閣・幕臣
勝海舟（かつ かいしゅう）
（勝海舟→勝安芳）
演：林隆三
江戸幕府海軍奉行並、のちに陸軍総裁。武家官位は安房守。隆盛や坂本龍馬からは「勝先生（かつせんせい）」と呼ばれる。
幕府の重臣ながら下町育ちのゆえもあってべらんめえ口調で話す。龍馬の師匠で、幕府はもうもたないという点で龍馬と意見が一致していた。一時失脚するも第二次長州征討直前に復帰、戊辰戦争に際しては隆盛と会見し江戸城を明けわたす。隆盛のことは早くから知っており、その素質を大いに買っていた。本作では第二部に直接登場しないが、隆盛が下野したとき大久保による後任案の人事として「参議兼海軍卿・勝安芳」と記されている。のちに枢密顧問官も歴任する。
阿部正弘（あべ まさひろ）
演：若林豪
老中。武家官位は伊勢守。斉彬の盟友で、彼と同様に日本を取りまく情勢を憂慮し改革の必要性を痛感する。
井伊直弼（いい なおすけ）
演：神山繁
大老。武家官位は掃部頭、彦根藩主。通称は「井伊の赤鬼（いいのあかおに）」。
「一橋派」、特に斉彬の実力と思想に強い警戒感を示し、本寿院と手を結び大老職を得る。
大老就任直後から強権をふるい、安政の大獄で「一橋派」や尊攘派志士を弾圧するが、桜田門外の変で水戸・薩摩浪士に襲撃され有村次左衛門に首級を取られる。
板倉勝静（いたくら かつきよ）
演：津村鷹志
老中首座。慶喜の側近として活動する。
井伊直弼の死後幕政を主導、生麦事件の際は久光の行為に頭を悩ますがあえて見逃した。江戸開城の際は勝に全権を委ね、自ら頭を下げて頼みこんだ。
堀田正睦（ほった まさよし）
演：井上孝雄
老中。武家官位は備中守、佐倉藩主。
阿部正弘の後任として老中主座となり、「一橋派」として活動するも井伊大老の弾圧によって失脚する。
阿部正外（あべ まさとう）
演：山本寛
老中。
青山忠良（あおやま ただなが）
演：小林勝也
老中。
松平忠固（まつだいら ただかた）
演：岸本功
老中。
牧野忠雅（まきの ただまさ）
演：小寺大介
老中。
太田資始（おおた すけはる）
演：ト字たかお
老中。
間部詮勝（まなべ あきかつ）
演：石坂重二
老中。
水野忠精（みずの ただきよ）
演：大林丈史
老中。
川路聖謨（かわじ としあきら）
演：伏見哲夫
勘定奉行。
岩瀬忠震（いわせ ただなり）
演：酒井郷博
外国奉行。
坂東（ばんどう）
演：田口トモロヲ
幕府の密偵。坂本龍馬を追跡しその命を狙ったが、村田新八に返り討ちにされる。
大目付（おおめつけ）
演：中原丈雄
幕府重役。第4回・第5回に登場、浦賀砲台が黒船を撃退できる状態ではないことを報告する。
刺客（しかく）
演：林邦史朗
京都の宿屋・近江屋に滞在中の坂本龍馬と中岡慎太郎を襲撃、暗殺する。

#### 大奥
天璋院（てんしょういん）
（敬子→篤姫→天璋院）
演：富司純子
島津斉彬の従妹で養女、近衛忠煕養女、徳川家定正室。
元は島津安芸の娘で名は敬子（すみこ）。才気煥発な性格を従兄の斉彬に気に入られ、養女となり名を篤姫（あつひめ）と改める。その後、近衛家を経て家定の妻となる。家定没後は天璋院と号し大奥に君臨、政局にも一定の影響を与えていく。
鳥羽・伏見の戦いで敗走してきた慶喜を受け入れ、彼の助命嘆願と江戸無血開城を模索、幾島を使者として隆盛の下に派遣した。
江戸無血開城に伴い江戸城を退去、隆盛と会見し思い出話に花を咲かせる。
幾島（いくしま）
演：樹木希林
篤姫の側近。元は薩摩藩士の娘だが京暮らしが長く、薩摩弁と京言葉の両方を使いわける。薩摩琵琶の名手。
もともとは近衛家に仕える老女だったが、篤姫養育のため尽くす。篤姫が天璋院となってからも仕え、大奥の実力者となる。
戊辰戦争の際に天璋院の使者として討幕派の薩摩軍に交渉に出向いて隆盛と直談判、江戸無血開城に尽力する。無血開城後に江戸城を退去した天璋院に付き従う。
和宮（かずのみや）
演：鈴木京香
徳川家茂正室。孝明天皇の妹、明治天皇の叔母。公武合体策の一環として輿入れする。
鳥羽・伏見の戦いで敗走してきた慶喜を「朝敵である」と拒絶した。
本寿院（ほんじゅいん）
演：新橋耐子
徳川家定生母。水戸斉昭や一橋派を嫌い、井伊大老と手を結び慶福を推す。

### 長州藩
木戸孝允（きど たかよし）
（桂小五郎→木戸孝允）
演：田中健
長州藩士。利通と対照的な潔癖すぎる理論派。旧名は桂小五郎（かつら こごろう）。維新後は長州閥の領袖となる。
坂本龍馬の仲介によって隆盛と手を結び薩長同盟を樹立させる。しかし禁門の変以来の薩摩への不信感は生涯捨てられなかった。
明治新政府成立後、政務に関わることを避けることが多い隆盛のことで利通を責める場面もある。自身も体調が思わしくなく、次第に政務の第一線から退いていく。
西南戦争の最中に病死。戦局の行方、弟分の伊藤博文を最後まで案じていた。
大村益次郎（おおむら ますじろう）
演：平田満
長州藩士。軍略の天才。吉之助のことをあまり快く思っていない。上野戦争の勝利の立役者だが、冷淡で事務的な物言いをする癖があり有村俊斎を怒らせた。勝海舟からは「維新の仕上げ役だが、機械のような人間」と評される。
明治維新を成し遂げるが、明治2年に不平を抱く士族たちに襲撃されて命を落とす。
木戸松子（きど まつこ）
（幾松→木戸松子）
演：景山仁美
孝允の妻。元は京都の芸妓で、当時の名は幾松（いくまつ）。

### 土佐藩
坂本竜馬（さかもと りょうま）
演：佐藤浩市
土佐脱藩浪士。勝海舟の弟子で、薩長同盟の立役者。明朗快活な気性で先見性と行動力に富んだ快男児。大の風呂嫌いでうす汚れた格好をしているが全く気にしない。
禁門の変直後の薩摩藩京都藩邸を訪れ、隆盛と面会し薩摩と長州は手を結ぶべきだと説く。その際の隆盛の印象を「大きな鐘のような男」と師匠の海舟に語った。海舟のことは「百世に一人の豪傑」として尊敬している。その後薩摩の隆盛と長州の桂の間を取り持つべく奔走、同盟を実現させた。
薩長同盟について薩摩藩を説得すべく薩摩入りし、鹿児島の西郷家に宿泊する。その際、家の雨漏りを気にするいとに「今は日本国中が雨漏りじゃ」と返した隆盛の言葉に感銘を受ける。
大政奉還の影の仕掛け人であったが、明治維新を目前に暗殺される。
おりょう
演：洞口依子
龍馬の妻。京都出身。一途で行動的な性格。
龍馬に惚れこみ、菊の花の枕を手作りする。「寺田屋遭難」の際には入浴中に旅館・寺田屋が奉行所の捕り方に包囲されていることに気づき、風呂から裸のまま裏階段を2階へ駆け上がり投宿していた龍馬らに危機を知らせる。のちに龍馬と結婚、新婚旅行で龍馬とともに九州を訪れる。
山内容堂（やまうち ようどう）
演：嵐圭史
前土佐藩主。心情的には佐幕派であったが、小御所会議において岩倉具視に論破され倒幕に転じる。
中岡慎太郎（なかおか しんたろう）
演：古山忠良
土佐脱藩浪士。明治維新を目前に竜馬とともに暗殺された。
岡崎恭助（おかざき きょうすけ）
演：佐渡稔
土佐の尊王攘夷派志士。

### 朝廷
岩倉具視（いわくら ともみ）
演：小林稔侍
身分の低い公家だったが、孝明天皇に才能を見出され頭角を現す。過激な尊攘派の圧力により一旦失脚するが、利通らの後押しで復権を果たす。公家離れした度胸の持ち主で、鳥羽・伏見の戦いの際ほかの宮中の公家たちが動揺するなかで一人微笑みを浮かべながら落ちついて座っていた。新政府設立のため、吉之助や正助に力を貸す。明治政府が成立すると右大臣に就任、能力の乏しい三条太政大臣になりかわり、利通とともに実権を握る。
両雄対決となった明治6年の政変では、利通と謀り隆盛らの征韓論派を排除する。恫喝してきた桐野に「阿呆！！」と怒鳴り返すなど相変わらずの公家離れした度胸を見せつける。直後、不平士族の襲撃を受け重傷を負う。
西南戦争後、叙勲を辞退する利通にあえて受けるべきだと説得する。
三条実美（さんじょう さねとみ）
演：角野卓造
公家。早くから倒幕運動に加わり、明治新政府では首班である太政大臣に任命されるが、お人好しで決断力の乏しさが災いして明治6年の政変では、心労から板挟みとなって病に倒れてしまう。代理として岩倉が任命されたことにより、隆盛ら征韓論派が有利だった政変の流れを大きく変えることとなる。
その後政務に復帰、城山陥落の電報を受け取り、沈痛な面持ちで読む。
近衛忠煕（このえ ただひろ）
演：柳生博
公家。官位は左大臣→関白。島津家とは縁が深く、篤姫を養女に迎えるなど斉彬の政治活動に協力する。朝廷の最高位の公卿であるが気の弱い性格で押される方へ流されてしまうタイプであり、利通からは「まるで骨ちゅう物が無か」と心中秘かに軽蔑された。安政の大獄で失脚するがその後復権する。
禁門の変の際は戦火への恐怖で動揺していたが、慶喜に叱咤激励されて帝の側近くに侍った。
明治天皇（めいじ てんのう）
演：岡部浩之
第122代天皇。父・孝明天皇の崩御により弱冠14歳で践祚、元服前であったため童子姿で帝位に就いた。
中川宮朝彦親王（なかがわのみや あさひこしんのう）
演：三木敏彦
皇族。泥酔した慶喜に絡まれ困惑する。
中山忠能（なかやま ただやす）
演：松村彦次郎
正親町三条実愛（おおぎまちさんじょう さねなる）
演：沼田爆
近衛忠煕の側近。
大原重徳（おおはら しげとみ）
演：庄司永建
二条斉敬（にじょう なりゆき）
演：今西正男
姉小路公知（あねがこうじ きんとも）
演：石垣恵三郎

### 越前藩
松平春嶽（まつだいら しゅんがく）
演：磯部勉
越前藩主。一橋派の中心人物。安政の大獄で失脚するが井伊直弼の死後に復帰、政事総裁職に就任し慶喜とともに幕政を主導する。
小御所会議に参加し容堂と共に当初は慶喜を擁護したが、岩倉・利通に押し切られ倒幕を容認する。
橋本左内（はしもと さない）
演：篠井英介
越前藩士。春嶽の側近で参謀的存在だったが、安政の大獄で逮捕、処刑される。

### 水戸藩
徳川斉昭（とくがわ なりあき）
演：金子信雄
前水戸藩主。慶喜・慶篤の父。「一橋派」の総帥。慶喜を次期将軍に擁立する野心を抱くが、齢若い側室（演：森下真理（女優））を寵愛するなど好色家の一面もあり、本寿院をはじめ大奥からは嫌われている。
熱烈な尊王攘夷論者でもあり、「メリケンの艦隊など、たとえ来ようとこのわしが陣頭に立って即刻追い払ってみせるわ！」と斉彬相手に息まいてみせた。
井伊大老の睨まれるところとなり、安政の大獄によって謹慎蟄居を命じられる。
藤田東湖（ふじた とうこ）
演：大山克巳
水戸藩士。攘夷派。斉昭の謀臣として活躍したが、安政の大地震により急逝。
徳川慶篤（とくがわ よしあつ）
演：高野光平
水戸藩主。慶喜の兄。
安島帯刀（あじま たてわき）
演：平井武
水戸藩家老。
金子孫二郎（かねこ まごじろう）
演：市原清彦
水戸藩士。斉昭・慶喜らが謹慎蟄居させられたことに憤慨、関鉄之助や有村兄弟らと井伊大老の暗殺を企て桜田門外の変を起こす。
関鉄之助（せき てつのすけ）
演：真鍋敏
水戸藩士。金子孫二郎や有村兄弟らと井伊大老の暗殺を企て桜田門外の変を起こす。現場において襲撃の指揮を執った。

### その他の大名・藩士
伊達宗城（だて むねなり）
演：北村総一朗
宇和島藩主。幕末の賢侯の一人で幕政改革派。慶喜の無節操な行動に困惑させられる。
松平容保（まつだいら かたもり）
演：若松武
会津藩主。京都守護職。公武合体派であり、朝廷から長州派公家の駆逐を画策、薩摩藩と組んで八月十八日の政変で三条実美らを追放する。
禁門の変では会津藩兵を率いて長州藩兵と戦い、自身は朝廷の公家たちの監視役を務めた。
その後も慶喜の忠実な側近として仕え続けるが、鳥羽・伏見の戦いで敗走後に慶喜に見捨てられる。
永岡久茂（ながおか ひさしげ）
演：坂西良太
会津藩士。海老原の門下生で八郎太の同志。新政府の政策に憤慨して海老原の下を離れ決起するも失敗（思案橋事件）、川路率いるポリス隊によって斬られる。
松平定敬（まつだいら さだあき）
演：真崎理
桑名藩主。京都所司代。松平容保の実弟。慶喜の側近。
徳川慶勝（とくがわ よしかつ）
演：板倉佳司→三上真一郎
尾張藩主。第1次長州征討において征討総督に就任、「戦わずして勝つ」とする参謀長・隆盛の方策を全面的に受け入れる。
平岡円四郎（ひらおか えんしろう）
演：永田博丈
一橋家家老。
浅野長勲（あさの ながこと）
演：清水明彦
広島藩主。
平野国臣（ひらの くにおみ）
演：野崎海太郎
福岡藩士。熱烈な尊王攘夷論者で、月照と行動を共にする。月照が自殺すると墓前で追悼の笛を吹き、和歌「わが胸の 燃ゆる思いに くらぶれば 煙はうすし 桜島山」を詠んだ。
久光の上洛の際に合流し京大坂において決起すべく脱藩すべきだと同志たちに訴えた。
長野主膳（ながの しゅぜん）
演：伊藤孝雄
彦根藩士、大老・井伊直弼の参謀。「何事も勢いが肝心」と説き、井伊の強権的な政権運営を後押しする。
斉彬の暗殺を企て刺客を放つなど、目的のためなら手段を選ばないマキャベリスト。安政の大獄で辣腕をふるう。
雲井龍雄（くもい たつお）
演：石井愃一
米沢藩士。明治新政府に不満を募らせ、同志たちと軍艦を奪取して隆盛を盟主として擁立し政府を転覆させる謀議を企てるが、千絵に偶然謀議の内容を聞かれてしまう。

### 明治政府
伊藤博文（いとう ひろぶみ）
演：小倉久寛
長州藩出身。通称は俊輔（しゅんすけ）。口髭を生やした小男で風采は上がらないが政略の才に優れる。
木戸の舎弟分で敬愛していた一方、彼の口うるささに閉口していた。明治6年政変の際は利通派の一員として活躍する。隆盛と利通の決裂の場に偶然居合わせ、激怒して隆盛に暴言を浴びせた利通に「あれではちょっと酷過ぎるように思いましたが」と苦言を呈した。
少々調子のよいところがあるが新政府を支える利通に私淑しており、利通の死に嗚咽する。のちに初代内閣総理大臣。
山縣有朋（やまがた ありとも）
演：新井康弘
陸軍大輔、のちに陸軍卿へ昇進。長州藩出身。西南戦争では政府軍の事実上の総司令官。
従道とともに軍制改革を推進するが、その内容が気にいらない桐野ら近衛将校に怒鳴り込まれ、従道にかばってもらったことがある。
山城屋絡みの汚職で一旦陸軍より追放されるが、隆盛に救われる。そのため西南戦争では泣く泣く隆盛を総攻撃した。のちに元帥陸軍大将。
大隈重信（おおくま しげのぶ）
演：石丸謙二郎
肥前藩出身。隆盛を阿呆と見ている。江藤新平と同様、当初は利通を敵視していたが、徐々に新政府を支える利通の姿勢を尊敬するようになり、政策に協力する。のちに自由民権運動では立憲改進党に関与し、政府でも内閣総理大臣などを歴任。また、早稲田大学を創設する。
江藤新平（えとう しんぺい）
演：隆大介
官職は中弁→司法卿。肥前藩出身。
実務能力が高く政略にも長け、弁舌の才に恵まれた才人。薩長藩閥の横暴を憎み、その打倒を目論む。一時矢崎八郎太が書生として仕えていた。自身の才能に圧倒的な自信をもち、隆盛と利通を密かに見下している。
日本国の将来を考えているが、出身の肥前佐賀と三権分立政策にこだわるあまり、現実重視の利通らと反目していく。征韓論争では自身の手で法治国家を作る野心のために征韓派を利用しようと与するが、明治6年政変で下野。帰郷後、現地の不平士族に祭り上げられるかたちで佐賀の乱を引き起こすが敗れ、敗走中に隆盛を頼るが断られ逮捕される。利通の裁定によって斬罪・梟首される。
板垣退助（いたがき たいすけ）
演：斉藤洋介
土佐藩出身。
征韓派に与し、明治6年政変で下野。その後は自由民権運動の主導者となる。
大木喬任（おおき たかとう）
演：町田幸夫
肥前藩出身。明治6年政変で征韓論には反対の立場を取るが、積極的な行動はしなかった。
井上馨（いのうえ かおる）
演：長谷川初範
長州藩出身。江藤に山県同様、汚職の嫌疑を掛けられ一旦辞職する。
副島種臣（そえじま たねおみ）
演：坂部文昭
肥前藩出身。征韓派。
河野敏鎌（こうの とがま）
演：内田直哉
土佐藩出身。佐賀の乱で江藤を裁く。
品川弥二郎（しながわ やじろう）
演：廣田高志
長州藩出身。戊辰戦争直前、薩摩藩と長州藩との連絡役を務める。
後藤象二郎（ごとう しょうじろう）
演：高橋幸兵
土佐藩出身。
山口尚芳（やまぐち なおよし）
演：大森一
肥前藩出身。利通・岩倉・木戸らとともに使節団の一員として欧米を歴訪する。

#### 警視庁
川路利良（かわじ としよし）
演：塩野谷正幸
初代大警視。薩摩藩出身。通称は正之進（しょうのしん）。隆盛に抜擢されて警察部門の責任者となる。正義感の強い性格だが、悪事に対して激烈な打撃を喰らわせねば気が済まぬ激しく執拗な内面を併せもつ。隆盛・利通両者に恩義を感じているが、洋行して警察制度の導入こそが新政府ひいては国の文明開化を助ける道と考えるようになり、明治6年政変でも私事で下野した隆盛と私学校党を悪と断定し、積極的に敵対の意志を固める。隆盛の恩に報いるためにも付和雷同に流されずに警察制度を確立すべきと考え、「西郷先生は人徳の人だが、この状況下では存在そのものが悪となる」とまで思いいたり、のちに利通から「目的に対する思い込みが強すぎる」と評される。
西南戦争においては警視庁選抜部隊「抜刀隊」を前線に派遣、勝利に貢献する。しかし不平士族らによる利通暗殺の計画の阻止には失敗、利通の遺体を引き取る従道の後ろ姿を茫然と見送った。
中原尚雄（なかはら なおお）
演：渡辺いっけい
巡査。薩摩藩出身。川路の命を受けて密偵として鹿児島に潜入するが私学校生徒に捕えられ拷問を受ける。

#### 陸軍
村田経芳（むらた つねよし）
演：桜金造
薩摩藩出身。村田銃の開発者であり、本作でも銃の解説をしている。
利通の留守中に大久保家を訪ね満寿相手に長々と銃談義を披露し、後から帰ってきた利通をあきれさせた。
児玉源太郎（こだま げんたろう）
演：光岡湧太郎
長州藩出身。佐賀の乱や神風連の乱に政府側で関わる。のちの日露戦争で陸軍の総参謀となった。
野津鎮雄（のづ しずお）
演：堀辺隆一
薩摩藩出身。
佐賀の乱では利通指揮の下乱の鎮定にあたる。西南戦争では政府軍第一旅団司令長官を務め、前線に隆盛が出ているのを確認し本営に報告する。
田中光顕（たなか みつあき）
（田中顕助→田中光顕）
演：宮寺陽一郎
土佐藩出身。旧名は顕助（けんすけ）。後に官僚、伯爵となった。
浅田信興（あさだ のぶおき）
演：小田島隆

### 市井の人々

#### 薩摩・奄美
瓦版売り（かわらばんうり）
演：砂塚秀夫
お由羅騒動を面白おかしく紹介した瓦版を売って客を集めていたが、若手藩士たちに蹴散らされる。
祈祷師（きとうし）
演：桐山永寿
お由羅の依頼を受けて斉彬を呪詛する調伏を行った。
忠次（ちゅうじ）
演：千代田進一
薩摩の農民。産気づいた妻を隆盛と一緒に手押し車に乗せて運んだ。しかし死産で妻も死んでしまい妻子を埋葬後に生活苦から夜逃げしてしまう。
乗願（じょうがん）
演：幸田宗丸
鹿児島の寺院・吉祥院の住職。囲碁の名手であり、久光の囲碁の師匠。久光に接近したいと目論んでいた利通が入門し囲碁を習った。
竜佐民（りゅう さたみ）
演：益富信孝
奄美大島の豪農で、奄美における隆盛の身柄の預かり人。隆盛の人柄を気に入り、自分の一族の娘である於戸間金（愛加那）を島妻として結婚させる。
竜佐文（りゅう さぶん）
演：速水昌治
竜佐民の甥。隆盛に弟子入りする。
枝加那（えだかな）
演：小林トシ江
愛加那の母、菊次郎・菊子の祖母。

#### 江戸・東京
新門辰五郎（しんもん たつごろう）
演：三木のり平
江戸の町火消し「を組」の頭領。誇り高き江戸っ子で、大名火消に強い対抗意識を持つ。
将軍家慶の葬儀の警護を幕府から内々に依頼されるなど江戸の町方を代表する有力者。本寸法のべらんめえ口調でしゃべる。
徳川慶喜を主と仰ぎ、娘のお芳を側室として出している。慶喜の上洛の際は子分たちを率いて警護に当る。禁門の変の際には火消しとして消火活動に尽力した。慶喜が心を開いて接する数少ない人物の一人。
隆盛とは江戸で何度か顔を合わせて親しい間柄になるが、鳥羽・伏見の戦いの後に謹慎の身となった慶喜を思い、江戸市街で偶然出会った隆盛を反目しつつも惜しみながら去っていく。
矢崎八郎太（やざき はちろうた）
演：堤真一
宮崎八郎がモデル。
青雲の志を抱いて熊本から上京した青年。人生の目標が定まらず江藤新平の書生となったり海老原穆の門下となったり、また一時は川路の密偵となるなど暗中模索の日々が続くが、師事していた江藤の無惨な最期を目の当たりにして新政府と対決する道を選ぶ。西南戦争が開始されると西郷軍に身を投じ政府軍と戦い、壮烈な戦死を遂げる。
芦名千絵（あしな ちえ）
演：有森也実
没落した旧旗本の娘。原作の小説のオリジナルキャラクター。
維新後の混乱で放浪生活を送り、偶然政府転覆の謀議を聞いてしまい追われていたところを矢崎八郎太に救われる。以前住んでいた東京の屋敷にたどりつくと桐野ら薩摩出身の近衛兵たちが住みついていた。これが縁となって薩摩の人々との交流が始まり、一時は女手の足りない東京の隆盛邸で住み込みの女中をしていた。やがて八郎太と恋仲となり、西南戦争が始まると彼を追って九州にわたり夫婦の契りを交わす。戦争終結後は鹿児島の西郷家にたどりついていとの庇護を受け、八郎太の遺児となる娘を出産する。隆盛のことを「御前様」、いとのことを「奥方様」と呼ぶ。
原作の小説では途中で姿を消すがドラマ版では大幅に出番が増え、第2部の実質的なメインヒロインとなった。後半のエピソードは宮崎八郎の恋人お浪を参考にしている。
芦名千草（あしな ちぐさ）
演：南條玲子
千絵の姉、山城屋の愛人。千絵と同様に放浪生活を送り、山城屋に拾われた。山城屋の死後は自由の身となり、千絵や八郎太を支える。
原作の小説には登場しない、ドラマ版のオリジナルキャラクター。
十蔵（じゅうぞう）
演：奥村公延
芦名家の下男。維新後も屋敷を一人で守っていた。
山城屋和助（やましろや わすけ）
演：藤堂新二
長州出身の政商。元奇兵隊隊士で維新後商人に転身し、奇兵隊時代の仲間である山県と通じ莫大な利益を得た。
公金横領疑惑で司法卿江藤新平に追い詰められ、進退きわまって自害する。
お芳（およし）
演：水島かおり
辰五郎の娘。江戸っ子らしく気風のいい物言いをする。辰五郎の家を訪ねてきた隆盛に、辰五郎と慶喜の付き合いのきっかけについて説明した。
のちに慶喜の側室となり、慶喜の上洛に同行し身の回りの世話を務める。
伊之吉（いのきち）
演：前川哲男
辰五郎の子分。「を組」の小頭で辰五郎の側近。金太、清次郎の兄貴分。
金太（きんた）
演：段田安則
辰五郎の子分。短気で喧嘩早い。
清次郎（せいじろう）
演：松澤一之
辰五郎の子分。おしゃべりで一言多い。
梅乃家五郎八（うめのや ごろはち）
演：桂三木助
東京の幇間。キザな優男で腕力沙汰は不得手だが、江戸っ子らしく義侠心に富む。海老原や八郎太を支援し、千草をかくまう。

#### 京都
月照（げっしょう）
演：野村万之丞
清水寺の僧侶。熱烈な勤王思想の持ち主で、京都における政論をリードする存在だった。一橋派に与し、隆盛と親交をもつ。
斉彬急逝の際に殉死しようとする隆盛を制止し、斉彬の遺志を継ぐように説得した。
隆盛とともに京で慶喜擁立の政治工作にかかわるが安政の大獄で京を追われ、薩摩まで落ち伸び隆盛や利通らにかくまわれるが、再び藩の実権を握った斉興から密かに殺害するように命じられ、絶望した隆盛とともに錦江湾へ身投げする。
おゆう
演：未来貴子
大久保一蔵（利通）の愛人。京都祇園の茶屋「一力」の芸妓。
美貌であるだけでなく聡明で機転が利く。「錦の御旗」を自分の帯だとして西陣に注文して織らせるなど利通の倒幕活動にも貢献した。
直兵衛（なおべえ）
演：頭師孝雄
京の薩摩藩御用宿・鍵屋の主人。妻のお房とともに隆盛ら精忠組志士の活動に協力する。
お房（おふさ）
演：萬田久子
京の薩摩藩御用宿・鍵屋の女将。夫の直兵衛とともに隆盛ら精忠組志士の活動に協力する。
幕府の役人から厳しい詮議を受けてもしたたかに切り抜けるなど気丈な性格。隆盛らに意見を述べることもある。
久助（きゅうすけ）
演：春延朋也
鍵屋の奉公人。
お節（おせつ）
演：西條晴美
鍵屋の女中。
お縫（おぬい）
演：渡辺典子
京の舞妓。信吾（従道）の初恋の相手。のちに小松帯刀の妾となる。

#### その他の日本人
ジョン万次郎（ジョンまんじろう）
演：中西良太
アメリカから帰国した漂流民。元は土佐の漁師。
斉彬の前で自らが目にしたアメリカの様子を語る。
白石正一郎（しらいし しょういちろう）
演：小林勝彦
下関の商人。商人ながら尊王の心篤く、隆盛らに協力し月照を一旦かくまう。
和助（わすけ）
演：笹野高史
カメ
演：飯田テル子
向井（むかい）
演：直江喜一
高田露（たかだ あきら）
演：坂田祥一朗
熊本県士族で八郎太の同志。八郎太率いる熊本協同隊に参加し西南戦争では西郷軍として戦う。着流し・落とし差しといういでたちで白刃突撃を敢行する伊達男。
刺客（しかく）
演：真木仁
不平士族。東京の紀尾井坂において利通を待ち伏せし襲撃、斬殺する。事を終えるとその場に刀を捨てて立ち去った。

### 外国人
アーネスト・サトウ
演：ゴダン・ジャンリュック
イギリスの外交官。日本語に堪能で、兵庫の宿屋にて隆盛と会談する。
タウンゼント・ハリス
演：ジョー・グレイス
アメリカ合衆国駐日総領事
ヘンリー・ヒュースケン
演：アンドレ・ケイザース
ハリスの通訳。
チャールス・リチャードソン
演：ダレン・ジアー
イギリス人。久光の行列を騎馬で邪魔して有村俊斎に無礼討ちにされた。
コネリー医師
演：ロジャー・アレン
不平士族による政府転覆の密議を偶然聞いてしまい追われていた千絵をかくまい、ケガの治療をした。日本語を話せる。
コネリー夫人
演：ジュラルディン・トゥイリー

## スタッフ
- 原作：司馬遼太郎
  - 「翔ぶが如く」「最後の将軍」「きつね馬」「竜馬がゆく」「酔って候」「花神」「歳月」より
- 脚本：小山内美江子
- 音楽：一柳慧
- 語り：草野大悟（第一部。第二部では海老原穆役で出演）、田中裕子（第二部。西郷いと役を兼任）、中村克洋（アバンタイトル）
- 演奏：東京コンサーツ
- テーマ音楽演奏：NHK交響楽団
- テーマ音楽指揮：秋山和慶
- 監修：小西四郎
- 時代考証・アバンタイトル解説：原口泉
- 風俗考証：小野一成
- 殺陣：林邦史朗
- 所作指導：猿若清方、猿若清三郎
- 衣装考証：小泉清子
- 薩摩言葉指導：飯田テル子、西田静志郎（2人とも本編に出演）
- 京言葉指導：桜田千枝子
- 土佐言葉指導：島田彰
- 長州言葉指導：内田大貴
- 馬術指導：長命信一郎
- 茶道指導：鈴木宗卓
- 鼓指導：堅田喜三久
- 祈祷指導：浦井正明
- 剣舞指導：迫田博洲
- 民謡指導：本條秀太郎
- 鳴物指導：堅田喜三久
- 薩摩琵琶指導：荒井姿水
- 薩摩琵琶演奏：前橋吟城（本編に出演）、薩摩士弦会
- 琴指導：米川恵美
- 手風琴指導：新井偀宰
- 医事指導：白石幸治郎
- 題字：司馬遼太郎
- 協力：鹿児島県
- 資料提供：黎明館、何週顕彰館、尚古集成館、鯨島志芽太、兒玉正志、西郷南洲顕彰会、横浜開港記念館、ハウステンボス株式会社
- 制作：吉村文孝、岡本由紀子（現・小林由紀子）
- 演出：平山武之／望月良雄、木田幸紀、小松隆一、古川法一郎、菅康弘、西谷真一

## 放送
特記がないかぎり NHKクロニクルのNHK番組表ヒストリー で確認。

### 通常放送時間
- NHK総合テレビジョン：毎週日曜 20時00分 - 20時45分
- NHK衛星第2テレビジョン：毎週日曜 21時15分 - 22時00分
- （再放送）NHK総合テレビジョン：毎週土曜 13時05分-13時50分[注釈 3]

### 放送日程
- 第1部第1回は40分繰り上げかつ40分延長。
- 第1部第5回は20時から衆議院選挙特集「徹底インタビュー・政策を問う」を放送するため45分繰り上げ。
- 2月18日は第39回衆議院議員総選挙開票速報のため、放送休止。
- 第1部第10回は7時のニュースが10分延長したため、10分繰り下げ。
- 第1部第29回は14分延長。
- 第2部第10回は20時28分から第11回アジア大会閉会式を放送するため30分繰り上げ。
- 第2部第11回は20時からNHKスペシャル「緊急土地改革・地価は下げられる」　―徹底討論・あなたの選択―を放送するため45分繰り上げ。
- 第2部第19回は11分延長。

| 放送回                                                     | 放送日       | 題             | 演出              | 視聴率       |
| 第1部 幕末編                                               | 第1部 幕末編 | 第1部 幕末編   | 第1部 幕末編      | 第1部 幕末編 |
| ---------------------------------------------------------- | ------------ | -------------- | ----------------- | ------------ |
| 第1回                                                      | 1月7日       | 薩摩藩お家騒動 | 平山武之          | 26.9%        |
| 第2回                                                      | 1月14日      | 新藩主お国入り | 平山武之 望月良雄 | 25.1%        |
| 第3回                                                      | 1月21日      | 運命の女たち   | 平山武之 本田幸紀 | 28.3%        |
| 第4回                                                      | 1月28日      | 黒船来る       | 平山武之          | 27.7%        |
| 第5回                                                      | 2月4日       | 江戸へ         | 望月良雄          | 26.9%        |
| 第6回                                                      | 2月11日      | 庭方役拝命     | 望月良雄          | 29.3%        |
| 第7回                                                      | 2月25日      | 篤姫お輿入れ   | 木田幸紀          | 26.3%        |
| 第8回                                                      | 3月4日       | 異変のきざし   | 木田幸紀          | 28.5%        |
| 第9回                                                      | 3月11日      | 大老・井伊直弼 | 平山武之          | 25.5%        |
| 第10回                                                     | 3月18日      | 斉彬出兵計画   | 平山武之          | 25.6%        |
| 第11回                                                     | 3月25日      | 大獄の嵐       | 望月良雄          | 27.6%        |
| 第12回                                                     | 4月1日       | 吉之助入水     | 望月良雄          | 18.7%        |
| 第13回                                                     | 4月8日       | 正助の布石     | 木田幸紀          | 16.2%        |
| 第14回                                                     | 4月15日      | 桜田門外の変   | 平山武之          | 23.2%        |
| 第15回                                                     | 4月22日      | 南国の女       | 平山武之          | 21.0%        |
| 第16回                                                     | 4月29日      | 吉之助帰る     | 望月良雄          | 21.5%        |
| 第17回                                                     | 5月6日       | 同士討ち       | 望月良雄          | 25.8%        |
| 第18回                                                     | 5月13日      | 公家攻略策     | 小松隆一          | 23.2%        |
| 第19回                                                     | 5月20日      | 異人斬り       | 小松隆一          | 25.3%        |
| 第20回                                                     | 5月27日      | 薩英戦争前夜   | 平山武之          | 22.7%        |
| 第21回                                                     | 6月3日       | 慶喜の裏切り   | 平山武之          | 23.3%        |
| 第22回                                                     | 6月10日      | 燃える思い     | 菅康弘            | 23.0%        |
| 第23回                                                     | 6月17日      | 竜馬と海舟     | 菅康弘            | 18.9%        |
| 第24回                                                     | 6月24日      | 新たな契り     | 望月良雄          | 22.3%        |
| 第25回                                                     | 7月1日       | 薩長同盟       | 古川法一郎        | 21.6%        |
| 第26回                                                     | 7月8日       | 討幕への道     | 望月良雄          | 21.9%        |
| 第27回                                                     | 7月15日      | 王政復古       | 小松隆一          | 21.6%        |
| 第28回                                                     | 7月22日      | 江戸開城       | 望月良雄          | 21.5%        |
| 最終回                                                     | 7月29日      | 維新成る       | 望月良雄          | 21.9%        |
| 第2部 明治編                                               |              |                |                   |              |
| 第1回                                                      | 8月5日       | 揺れる新政府   | 平山武之          | 23.6%        |
| 第2回                                                      | 8月12日      | 決意の門出     | 平山武之          | 19.0%        |
| 第3回                                                      | 8月19日      | 苦難の大変革   | 平山武之          | 24.0%        |
| 第4回                                                      | 8月26日      | いけにえの牛   | 平山武之          | 20.9%        |
| 第5回                                                      | 9月2日       | 欧米視察団出発 | 小松隆一          | 24.0%        |
| 第6回                                                      | 9月9日       | 留守政府分裂   | 望月良雄          | 22.6%        |
| 第7回                                                      | 9月16日      | 破裂弾中の昼寝 | 望月良雄          | 21.7%        |
| 第8回                                                      | 9月23日      | 遣韓大使志願   | 望月良雄          | 20.5%        |
| 第9回                                                      | 9月30日      | 大久保の決断   | 平山武之          | 22.6%        |
| 第10回                                                     | 10月7日      | 両雄対決       | 平山武之          | 17.1%        |
| 第11回                                                     | 10月14日     | 西郷、野に下る | 菅康弘            | 21.2%        |
| 第12回                                                     | 10月21日     | 東京政府孤立   | 望月良雄          | 22.2%        |
| 第13回                                                     | 10月28日     | 佐賀の乱       | 西谷真一          | 20.9%        |
| 第14回                                                     | 11月4日      | それぞれの薩摩 | 望月良雄          | 21.0%        |
| 第15回                                                     | 11月11日     | 士族暴発       | 平山武之          | 22.5%        |
| 第16回                                                     | 11月18日     | 西郷軍挙兵     | 平山武之          | 24.1%        |
| 第17回                                                     | 11月25日     | 西南戦争       | 木田幸紀          | 23.0%        |
| 第18回                                                     | 12月2日      | 故郷・城山へ   | 望月良雄          | 24.4%        |
| 最終回                                                     | 12月9日      | 明日への飛翔   | 平山武之          | 25.0%        |
| 平均視聴率 23.2%（視聴率は関東地区・ビデオリサーチ社調べ） |              |                |                   |              |

### 総集編
| 放送回      | 放送日   | 題           | 放送時間    |
| ----------- | -------- | ------------ | ----------- |
| 第1部・前編 | 12月16日 | 青雲の志     | 19:20-21:14 |
| 第1部・後編 | 12月17日 | 維新成る     | 19:30-20:44 |
| 第2部・前編 | 12月23日 | 両雄対決     | 19:20-20:44 |
| 第2部・後編 | 12月24日 | 明日への飛翔 | 19:25-20:44 |

## メディア
- 総集編： 全4巻（VHS）、3枚組（DVD）
- 完全版： DVD-BOX全2集、13枚、48回（DVD）